# Mistrovství Evropy v zápasu ve volném stylu 2012
Mistrovství Evropy v zápasu ve volném stylu 2012 se konalo v Bělehradě, Srbsko v dubnu 2012.

## Výsledky

### Muži
| Kategorie | Zlato               | Stříbro              | Bronz             | Bronz               |
| --------- | ------------------- | -------------------- | ----------------- | ------------------- |
| 55 kg     | Džamal Otarsultanov | Besarion Gochashvili | Ahmet Peker       | Radoslav Velikov    |
| 60 kg     | Togrul Asgarov      | Anatol Guidea        | Rasul Murtazaliev | Malkhaz Zarkua      |
| 66 kg     | Alan Gogajev        | Leonid Bazan         | Davit Safarjan    | Gergő Wöller        |
| 74 kg     | Děnis Carguš        | Davit Chucišvili     | Alexandr Gostijev | Gábor Hatos         |
| 84 kg     | Davit Marsagišvili  | Michail Ganev        | Gheorghiță Ștefan | Anzor Uryšev        |
| 96 kg     | Abdusalam Gadisov   | Valerij Andrijcev    | Serhat Balcı      | Ivan Jankovskij     |
| 120 kg    | Taha Akgül          | Dániel Ligeti        | Igor Ďatko        | Davit Modzmanašvili |

### Ženy
| Kategorie | Zlato               | Stříbro               | Bronz                | Bronz                |
| --------- | ------------------- | --------------------- | -------------------- | -------------------- |
| 48 kg     | Lyudmyla Balushka   | Estera Dobre          | Jaqueline Schellin   | Marina Vilmova       |
| 51 kg     | Iwona Matkowska     | Oleksandra Kohut      | Alexandra Engelhardt | Katya Krasnova       |
| 55 kg     | Natalija Synyšynová | Sofia Mattssonová     | Maria Gurova         | Ana Maria Paval      |
| 59 kg     | Hanna Vasylenková   | Anastasija Grigorjeva | Sona Ahmadli         | Ludmila Cristea      |
| 63 kg     | Yuliya Ostapchuk    | Natalia Smirnova      | Monika Ewa Michalik  | Elif Jale Yeşilırmak |
| 67 kg     | Henna Johansson     | Alla Cherkasova       | Dzhanan Manolova     | Nadya Sementsova     |
| 72 kg     | Maja Erlandsen      | Kateryna Burmistrova  | Maider Unda          | Natalia Vorobieva    |